# Yézoumi Akogo
Yézoumi Akogo est un agronome togolais qui a fréquenté l'université nationale du Bénin. Ses recherches portent sur la propagation in vitro de plantes utilisées en maraîchage, de tubercules et de plantes médicinales. En 2000, elle a reçu une bourse L'Oréal-UNESCO pour les femmes et la science, qui permet aux récipiendaires de financer des recherches sur le terrain,. 
Akogo a travaillé sur la propagation in vitro du gombo, ainsi que sur des modèles de morphogenèse expérimentale des plantes.